# I Belong to You (Lenny Kravitz)
I Belong to You is een nummer van de Amerikaanse rockzanger Lenny Kravitz. Het is de derde single van zijn vijfde studioalbum 5 uit 1998. Op 23 september dat jaar werd het nummer op single uitgebracht.

## Achtergrond
De single had nergens veel succes. In Kravitz' thuisland de Verenigde Staten bereikte de single een bescheiden 71e positie in de Billboard Hot 100 haalde het nummer de 71e positie. In het Verenigd Koninkrijk werd de 25e positie bereikt in de UK Singles Chart en in Duitsland werd de  81e positie behaald.
In Nederland bereikte de single  de Nederlandse Top 40 niet, maar bleef steken op de 2e positie in de Tipparade. Wél werd de 42e positie bereikt in de Mega Top 100 en stond 13 weken in de publieke hitlijst genoteerd.
In België bleef de single op een 14e positie steken in de "Ultratip" van de Vlaamse Ultratop 50. In de Vlaamse Radio 2 Top 30 werd géén notering behaald. In Wallonië behaalde de single een 32e positie in de hitlijst.